# Horno a gas
Un horno a gas u horno de gas es un dispositivo que genera calor mediante el consumo de gas natural o envasado. Se utiliza para cocinar alimentos ya que soporta temperaturas elevadas y logra resultados en poco tiempo.

## Historia
La cocina a gas fue patentada por James Sharp en Northampton, Inglaterra en 1826, y diez años después estableció una fábrica. Además a partir de 1828 su invención fue comercializada por la empresa Smith & Phillips.
En la historia del horno a gas destaca Alexis Socher, chef del Reform Club de Londres que lo adoptó por afirmar que el gas era más económico porque se podía apagar más fácilmente cuando no estaba siendo utilizado. Hay otros cocineros que la recomendaron como la argentina Petrona C. de Gandulfo, que realizó exhibiciones para la Compañía de Gas de ese país
Los primeros modelos eran complejos para su manejo, el horno no estaba integrado en la base de la cocina, esto se logró tiempo después, y a partir de 1910 se comenzó a fabricar con esmalte para facilitar su higiene.
El horno a gas comenzó a dar resultados comerciales en Inglaterra a partir de la década de 1880 porque en ese período se implementó una red de distribución de gas extendida y fiable permitiendo que pueda ser ese combustible económico y eficaz para el uso doméstico.

## Funcionamiento
El principio de funcionamiento de estos dispositivos es que poseen dos cámaras independientes, una inferior para los quemadores y la superior para los alimentos: las paredes del horno son metálicas, lo que hace que se caliente en poco tiempo logrando una cocción uniforme.
Se enciende mediante un dispositivo denominado piloto o llama piloto consistente en una pequeña válvula de metal ubicada en el fondo del horno que se enciende mediante un fósforo o mechero y genera una llama azul que indica que dicho aparato se puede usar en forma correcta. El paso del gas al piloto se logra presionando o girando una perilla que tiene marcados indicadores de grados centígrados o Fahrenheit, números y palabras como max/min.